# Jean-François Anti
Pour les articles homonymes, voir Anti.
Jean-François Anti (né le 13 février 1971 à Villeneuve-Saint-Georges) est un coureur cycliste français. Professionnel de 1995 à 1997 au sein de l'équipe Mutuelle de Seine-et-Marne, il a disputé avec elle le Tour de France 1997. Il a auparavant été médaillé d'argent du championnat du monde du contre-la-montre par équipes en 1994 et champion du monde du contre-la-montre par équipes des militaires en 1992.

## Palmarès
- 1988
  - Champion d'Île-de-France sur route juniors
  - Champion d'Île-de-France de poursuite juniors
- 1992
  -  Champion du monde du contre-la-montre par équipes des militaires (avec Martial Locatelli, Nicolas Aubier et Arnaud Prétot)
  - Tour de Gironde
  - 2e de Paris-Briare
  - 2e du Tour du Canton de Gémozac
- 1993
  -  Champion de France du contre-la-montre par équipes (avec Dominique Bozzi, Jean-François Bresset et Stéphane Cueff)
  - 2e de Bordeaux-Saintes
  - 2e du Trio normand
- 1994
  -  Médaillé d'argent du championnat du monde du contre-la-montre par équipes
- 1996
  - 2e du Duo normand

## Résultat sur le Tour de France
1 participation
- 1997 : abandon (11e étape)